# Брамани
Брамани (санскрит: ब्राह्मणः brāhmaṇa) су каста свештеника, учитеља, правника и проповедника дарме у Индији. Положај су традиционално наслеђивали рођењем.
Брамани су били највиша каста, најсветлије пути, све друге касте су биле тамније и испод њих. За себе су говорили да су једино они прочишћени, да су потомци Браме, рођени из његових уста.
Буда је у својим говорима често критиковао брамане и њихова схватања. Будизам је преузео назив браман да би означио оне који су достигли највиши циљ и како би показао да се поштовање не залужује рођењем, расом или кастом, већ духовним постигнућем. Када се користи у будистичком смислу, овај термин је синоним са арахантом.

## Будина критика
У познатој будистичкој Ћанки сути, млади браман пита Буду за мишљење о браманској вери: „Шта каже господин Готама о светим химнама старих брахмана које се предајом преносе са колена на колено, а о којима брахмани имају једнодушно мишљење: `Само је ово истина, а све остало је заблуда`?“ Буда му одговара контрапитањем, имали међу свештеницима иког ко може рећи да ту истину зна и непосредно увиђа? Ћанки одговара да нема. Тада га Буда пита има ли неко од њихових учитеља, све до седмог покољења ко може рећи да истину зна и непосредно увиђа? Ћанки поново одговара одрично. На крају га Буда пита јесу ли бар првобитни аутори тих химни тврдили да непосредно знају и увиђају истину, на шта Ћанки опет одговара одрично. Тада Буда даје своју чувену реплику:
Након овога, Буда закључује да је браманска вера без основа.